# Ауфбау Ост
А́уфбау Ост (нем. Aufbau Ost — восточное сосредоточение) — кодовое название операции, состоящей в подготовительных мероприятиях к нападению на СССР.
Подготовительные мероприятия с кодовым названием «Ауфбау Ост» предшествовали непосредственной реализации плана «Барбаросса». Они заключались в переброске немецких войск к границам Советского Союза в создаваемых условиях чрезвычайной секретности.

## История
Операция Ауфбау Ост началась 8 августа 1940 года. По приказу Гитлера генералы Альфред Йодль и подчинённый ему Вальтер Варлимонт приступили к комплексу подготовительных мероприятий прикрытия переброски войск к советским границам. С этой целью уже на следующий день Вильгельм Кейтель подписал директиву, декларирующую, что из-за угрозы британских воздушных атак для развёртывания новых воинских формирований, готовящихся для войны с Великобританией, необходимо использовать восточные территории. Кроме того, рейхсминистру Фрицу Тодту директивой поручалось обеспечить на этих землях соответствующую материально-техническую поддержку. Одновременно были начаты подготовительные работы для перешивки советской железнодорожной колеи под западноевропейские стандарты.